# 로머의 공백
로머의 공백은 대략 3억 6000만 년에서 3억 4500만 년 전, 석탄기 초기 동안 네발동물의 화석이 발견되지 않는 화석 기록의 공백을 말한다. 네발동물의 화석이 거의 나오지 않는 이 현상은 고생물학계의 난제였으나, 근래 스코틀란드, 노바스코샤 등의 '로머의 공백' 시대 지층에서 네발동물 화석이 꾸준히 발견되면서 공백을 둘러싼 미스터리가 점점 풀리는 중이다. 로머의 공백은 이를 처음 인지한 고생물학자 알프레드 로머의 이름을 딴 것이다.

## 시대
로머의 공백은 대략 3억 6000만 년에서 3억 4500만 년 전으로 석탄기 초기(투르네절)의 1500만 년 정도 기간이다. 이 기간은 데본기 말기의 원시적인 숲 및 높은 다양성을 보였던 어류와 석탄기 초기의 현대적인 수생 및 육상 생물군 사이의 불연속성을 보여준다.

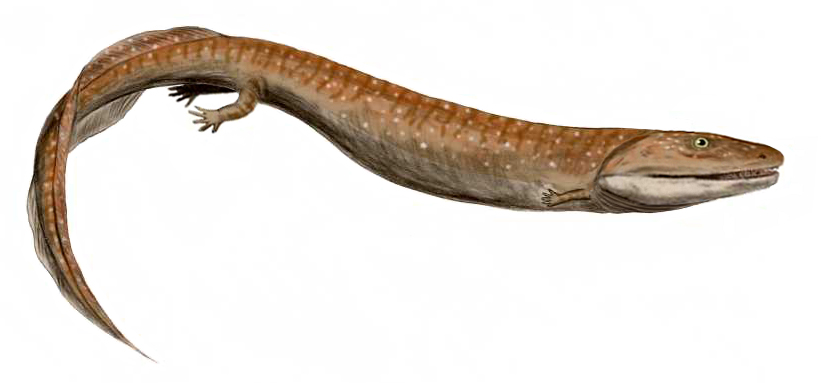
로머의 간격에서 발견되었고 육상생활을 하던 조상으로부터 수생으로 진화한 비양막류 네발동물 크라시기리누스

## 공백이 생긴 이유
이 기간 동안 화석이 잘 발견되지 않는 이유에 대해서 오랜 시간 논쟁이 있어왔다. 어떤 사람들은 화석화 과정 자체가 문제였을 거라고 주장했다. 즉, 당시의 지화학적인 조건에 다른 점이 있어서 화석화가 잘 되지 않았으리라는 것이다. 화석을 찾는 사람들이 엉뚱한 곳만을 파고 있었을 수도 있다. 하지만 척추동물 다양성이 이 기간 동안 실제로 매우 낮았다는 것이 여러 증거들로부터 확인되고 있다.
이 기간보다 이전에 절지동물의 육상생활은 상당히 진행되어 있었고, 발가락을 지닌 네발동물도 땅 위로 올라왔지만, 로머의 공백에서 발견된 육상 혹은 수중 화석의 숫자는 놀랄 만큼 적다. 고생대 지화학에 대한 최근의 연구는 육상 척추동물과 절지동물 모두에서 로머의 공백이 실재한다는 것을 확인해 주었다. 이 기간 동안 공기중 산소 농도가 비정상적으로 낮다는 것이 로머의 간격 동안 생성된 암석의 독특한 지화학으로부터 밝혀졌다.
석탄기에 살았던 대부분의 네발동물은 수생이었다. 로머의 공백 직전에 있었던 후기 데본기 멸종은 공룡을 멸종시켰던 백악기-팔레오세 멸종과 비슷한 크기였는데, 수생 척추동물은 로머의 공백 동안 이 멸종에서 회복하는 중이었다. 멸종의 정확한 기작은 불확실하지만, 항겐베르크 멸종 사건에서 대부분의 해양 및 민물 그룹들은 멸종하거나 몇몇 계통만 살아남았다. 이 사건 이전에 바다와 호수는 육기어류와 판피어류들이 지배하고 있었다. 로머의 공백 이후에는 현대적인 조기어류, 상어 및 그 근연종들이 지배적인 형태가 되었다. 이 기간 동안 초기의 물고기를 닮은 양서류이자 다섯 개 이상의 발가락을 가지고 있던 어피류 역시 멸종했다.
로머의 공백이 시작하는 시점에 해양 어류의 다양성이 낮았다는 사실, 특히 껍질을 깨먹는 포식자들이 적었다는 것은 같은 기간 동안 단단한 껍질을 가진 극피동물인 바다나리들이 갑자기 번성했다는 것에서도 알 수 있다. 투르네절은 "바다나리의 시대"라고 불리기도 한다. 석탄기의 시간이 흘러 로머의 간격이 끝나면서 단단한 껍질을 깨먹는 조기어류와 상어가 많아지자, 전통적인 포식자-피식자 순환 모델 (로트카-볼테라)의 형태를 따라 데본기 시절의 외피를 가진 바다나리의 다양성은 급격히 감소하기 시작했다.

## 공백 기간의 동물들

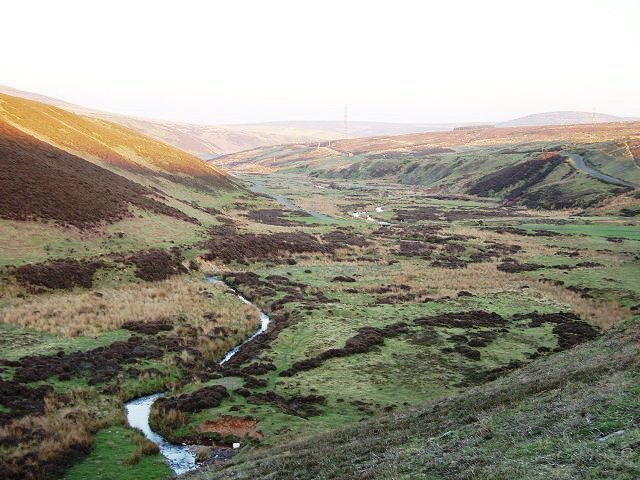
스코틀랜드 화이트애더 워터 강둑은 로머의 간격에서 네발동물의 화석이 발견된 몇 안 되는 장소 중 하나다.

네발동물 화석 기록의 공백은 페데르페스(Pederpes)와 크라시기리누스(Crassigyrinus) 등과 같은 석탄기 초기의 네발동물들이 발견되면서 점차 줄어들었다. 공백을 메꿔줄 수 있는 척추동물 화석이 발견되는 장소가 몇 군데 있다. 스코틀란드 바스게이트의 이스트 커크톤 채석장은 오랫동안 잘 알려진 화석발굴지였는데, 1984년에 스탠리 P. 우드가 다시 방문한 이후로 석탄기 중기의 초기 네발동물들 화석들을 산출하고 있다. 팔레오스(Paleos) 프로젝트 보고서에 의하면 "글자 그대로 수십 개의 네발동물 화석이 쏟아지고 있다. 발라네르페톤(분추류), 실바네르페톤, 그리고 엘데키온 (초기 탄룡류) 등 다들 여러 개씩 표본이 산출되고 있으며, 원시양막류인 웨스트로티아나(Westlothiana)도 훌륭하게 보존되어 있다." 하지만 석탄기 가장 초기인 투르네절에서는 일반적으로 네발동물 화석이 때로 커다란 사망군집에서 발견되곤 하는 같은 서식지의 어류들보다 비교적 희귀하며, 투르네절의 후기가 되어서야 발견된다. 투르네절의 어류 군집 화석지는 전세계에 걸쳐 매우 유사한 구성을 보이며 생태학적으로 비슷한 종류의 조기어류들과 리조돈트(rhizodont) 육기어류, 극어류(acanthodian), 연골어류 등을 포함하고 있다.

## 투르네절의 화석 산지들
로머의 공백이 처음 이지된 후 오랜 세월 동안 딱 두 곳 만이 투르네절의 네발동물 화석이 발견되는 장소로 알려져 있었다. 한 군데는 스코틀랜드의 이스트로디언이고, 다른 하나는 캐나다 노바스코샤주의 블루 비치였다. 1841년에 캐나다 지질조사소의 첫 소장이었던 윌리엄 에드몬드 로간이 블루 비치에서 네발동물의 발자국을 찾아냈다. 블루 비치에는 수백 개의 투르네절 화석들을 전시하고 있는 화석 박물관이 있으며 절벽이 침식되면서 계속해서 새로운 화석이 발견되고 있다. 2012년에 스코틀란드에 있는 네 곳의 새로운 투르네절 화석 산출지에서 네발동물의 화석이 발견되었다. 번머스의 해변, 천사이드 부근의 화이트애더 워터 강둑, 콜드스트림 부근의 리버 트위드, 그리고 포스강 하구 탄탈론 성 부근의 암석이 그 네 곳이다. 수생 및 육상 네발동물의 화석이 이 장소로부터 발견되어 수중생활을 하는 동물과 육상생활을 하는 동물 간의 전이 과정에 대한 중요한 기록을 제공하고 로머의 간격 일부를 채워주게 되었다. 새로운 화석 산지들은 서로 가까운 곳에 위치해 있으며 인근의 동시대 풀든 물고기화석 산지 (이곳에서 아직 네발동물은 발견되지 않았다) 와 많은 물고기 종류를 공유하고 있기 때문에 전반적으로 더 거대한 동물군을 형성하고 있을 가능성도 있다. 이스트 커크턴 채석장과 마찬가지로 이 산지들의 네발동물은 스탠 우드와 동료들이 오랜 기간 동안 노력해서 찾아낸 것이다.
2013년 4 월 영국 지질조사소 및 스코틀란드 자연박물관에 관련된 과학자들이 TW:eed 프로젝트 (Tetrapod World:early evolution and diversification; 네발동물의 세계: 초기 진화와 다양화) 계획을 발표했다. 이 계획은 버윅-어폰-트위드 인근의 알려지지 않은 장소에 500 미터의 연속적인 시추공을 뚫어 불연속면이 없는 투르네절 퇴적물의 완벽한 표본을 채취하는 것이다. 시추된 암석 코어는 발견된 화석들의 연대를 정확하게 알 수 있는 타임라인을 제공하게 될 것이다.

## 참고 문헌
1. 1 2 3 4  Smithson, T.R.; Wood, S.P.; Marshall, J.E.A.; and Clack, J.A. (2012). “Earliest Carboniferous tetrapod and arthropod faunas from Scotland populate Romer's Gap”. 《Proceedings of the National Academy of Sciences of the United States of America》. in press. doi:10.1073/pnas.1117332109.
2. ↑  Anderson, Jason S.; Smithson, Tim; Mansky, Chris F.; Meyer, Taran; Clack, Jennifer (2015년 4월 27일). “A Diverse Tetrapod Fauna at the Base of 'Romer's Gap'”. 《PLoS ONE》 10 (4): e0125446. doi:10.1371/journal.pone.0125446. ISSN 1932-6203. PMC 4411152. PMID 25915639.
3. ↑  Coates, Michael I.; Clack, Jennifer A. (1995). “Romer's gap: tetrapod origins and terrestriality”. Bulletin du Muséum national d'Histoire naturelle 17: 373–388. ISSN 0181-0642. 2013년 11월 12일에 원본 문서에서 보존된 문서. 2012년 3월 6일에 확인함.
4. ↑  By 1955 (perhaps even earlier), Romer states that few good fossils of tetrapods have been recovered from early Carboniferous deposits.  See:  Romer, Alfred Sherwood (presented:  November 11, 1955 ; published:  June 28, 1956) "The early evolution of land vertebrates," Proceedings of the American Philosophical Society, 100 (3) : 151-167; see especially page 166.  Available on-line at:  JSTOR.
5. 1 2 3 4 5 6  
Ward, Peter; Labandeira, Conrad; Laurin, Michel; Berner, Robert A. (2006년 11월 7일). “Confirmation of Romer's Gap as a low oxygen interval constraining the timing of initial arthropod and vertebrate terrestrialization”. PNAS 103 (45): 16818–16822. doi:10.1073/pnas.0607824103. JSTOR 30051753. PMC 1636538. PMID 17065318.
6. 1 2 3 4 5 6 7 8 9 10 11 12  
Sallan, Lauren Cole; Coates, Michael I. (2010년 6월 1일). “End-Devonian extinction and a bottleneck in the early evolution of modern jawed vertebrates”. 《PNAS》 107 (22): 10131–10135. doi:10.1073/pnas.0914000107. PMC 2890420. PMID 20479258.
7. 1 2 3 4 5  
Coates, Michael I.; Ruta, Marcello; Friedman, Matt (2008). “Ever Since Owen: Changing Perspectives on the Early Evolution of Tetrapods” (PDF, 1.0 MB). Annual Review of Ecology, Evolution, and Systematics 39: 571–592. doi:10.1146/annurev.ecolsys.38.091206.095546.
8. 1 2  
Sallan, Lauren Cole; Kammer, Thomas W.; Ausich, William I.; Cook, Lewis A. (2011년 5월 17일). “Persistent predator-prey dynamics revealed by mass extinction”. PNAS 108 (20): 8335–8338. doi:10.1073/pnas.1100631108. PMC 3100987. PMID 21536875.
9. 1 2  
Clack, Jennifer A. (June 2002). Gaining Ground: The Origin and Evolution of Tetrapods 1판. Bloomington, IN: Indiana University Press. ISBN 978-0-253-34054-2. LCCN 2001004783. OCLC 47767251.
10. ↑  
Kammer, Thomas W.; Ausich, William I. (June 2006). “The "Age of Crinoids": A Mississippian biodiversity spike coincident with widespread carbonate ramps” (PDF, 0.6 MB). Palaios 21 (3): 238–248. doi:10.2110/palo.2004.p04-47.
11. ↑  
“Paleos Proterozoic: Proterozoic sites”. 2002년 4월 9일. 2009년 2월 24일에 원본 문서에서 보존된 문서. 2012년 3월 6일에 확인함.
12. ↑  “Blue Beach Fossil Museum”. 2012년 5월 9일. 2012년 10월 18일에 원본 문서에서 보존된 문서. 2012년 5월 9일에 확인함.
13. ↑  “Blue Beach Fossil Museum”. 2012년 5월 9일. 2012년 5월 9일에 확인함.
14. ↑  "Fossil hunters dig deep in Scottish Borders", news.Scotsman.com: accessed 6 April 3013